# Hype: The Time Quest
Hype: The Time Quest – komputerowa gra akcji wyprodukowana w 1999 roku przez Playmobil i Ubisoft. Polskim wydawcą był Licomp Empik Multimedia. Wersja polska była dostępna już w 2000 roku. Hype posiada grafikę wyglądającą, jakby była zbudowana z klocków Playmobil.

## Opis fabuły
Gracz wciela się w postać bohaterskiego Hype'a, wiernego rycerza króla Taskana IV. Staje się on ofiarą klątwy Barnaka - Czarnego Rycerza, na skutek czego zostaje zamieniony w kamień i trafia w przeszłość. Hype musi powrócić do swojej epoki, przywrócić pokój w królestwie Taskana i uratować swoją narzeczoną.
Gra rozpoczyna się w momencie gdy zmieniony w kamień Hype zostaje wysłany w przeszłość, do czasów Taskana I. Młody, niedoświadczony mag Gogoud przywraca Hype'a do ludzkiej postaci. Po rozmowie następuje krótki trening używania miecza, kuszy i magii.
Następnie Hype musi udać się do zamku, klasztoru, pokonać złego strażnika i zabrać Klejnot Królewski. Niestety Taskan I nie jest zbyt gościnny - obawia się szpiegów z klasztoru. Gdy w końcu uda mu się (Hype'owi) zdobyć klejnot, będzie mógł naładować go energią z nieba dzięki pomocy Smoka Zatili - swojego nowego przyjaciela. Wtedy będzie mógł przenieść się w przyszłość - do czasów Taskana II. W czasach tych gracz będzie musiał m.in. uratować Gogouda i innych magów z rąk złego Rajotha, pokonać trójgłowego smoka. W tych czasach zdobywamy też nową przyjaciółkę - rozbójniczkę Karon. Gdy uda zdobyć się nam kolejny Klejnot - Ludzkości, przeniesiemy się w przyszłość. Utkniemy w czasach Taskana III, w których to miasto Torras pogrążone jest w wojnie domowej, spowodowanej zapowiedzią przybycia Barnaka. Będziemy musieli np. zdobyć broń dla zakonnika, by mógł chronić młodego księcia. Poznamy córkę Karon - Nohlin. Zdobędziemy też Klejnot Prawości i przeniesiemy się do następnej epoki. W czasach Taskana IV będziemy musieli uwolnić króla i królową Lyzothe i zdobyć ostatni już Klejnot Bogów, by móc pokonać Czarnego Rycerza. Spotkamy też narzeczoną Hype - Vibe i cofniemy się w przeszłość, by zdobyć chorągwie. Później polecimy na smoku do Czarnej Wieży, by ostatecznie rozprawić się z wrogiem.

## Minimalne wymagania sprzętowe
- System operacyjny: Windows 95, 98
- Procesor: Pentium 166 MMX
- Pamięć: 16 MB RAM
- Karta graficzna: 4 MB, karta 3D, w pełni kompatybilna z 3dfx lub z Direct3D (z wyjątkiem kart GeForce 2)
- Karta dźwiękowa: 16 bitowa, kompatybilna z DirectX 6
- Dysk twardy: 115 MB wolnego miejsca
- Napęd CD-ROM: 12-krotnej prędkości